# Marrone antrodocano
Il marrone antrodocano è una varietà di castagna a Indicazione geografica protetta (IGP) originaria di Antrodoco, in provincia di Rieti (Lazio). 
Questa varietà deriva da un innesto effettuato nel XVI e XVII secolo dai signori feudali Bandini dalla Toscana ed ha trovato il proprio habitat nelle  valli del fiume Velino poste tra i comuni di Cittaducale, Castel Sant'Angelo, Borgo Velino, Antrodoco e Micigliano, tra i 400 ed i 900 metri s.l.m..
I boschi con frutto di castagno sostituirono i boschi cedui ivi autoctoni, utilizzati in precedenza solo per il legno.
Dal 1970 ad oggi l'emigrazione, le malattie del fusto, il degrado dei boschi e la mancanza di investimenti nel settore stanno decretando la rapida scomparsa di questo prodotto.
Oltre al marchio IGP, dal 2017 il marrone antrodocano ha acquisito anche la certificazione De. C. O. (denominazione comunale d'origine).
Al marrone è dedicata la Festa d'Autunno, una sagra che si tiene ogni ottobre ad Antrodoco.